# Falso equilibrio

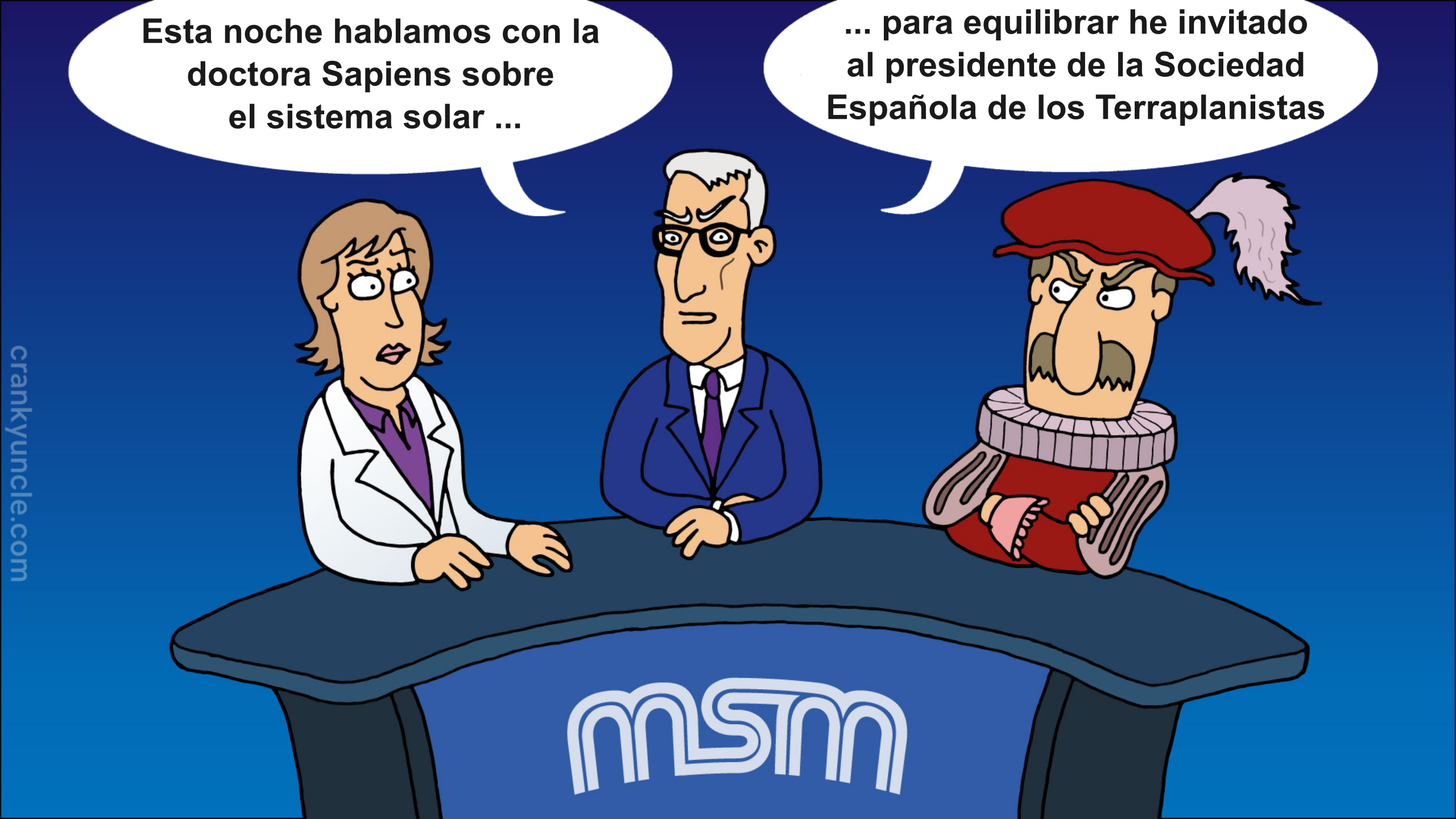
Ejemplo de falso equilibrio caricaturizado.

El falso equilibrio es un sesgo mediático con el que los periodistas presentan un tema de manera más equilibrada de la que ofrecen las evidencias. 
Al incurrir en un falso equilibrio, una opinión claramente aislada o minoritaria recibe una cantidad exagerada de atención y espacio, de modo que se puede tener la impresión errónea de que esta opinión minoritaria y la mayoritaria son equivalentes. Esto es especialmente grave en el caso del periodismo científico, pues puede darse la circunstancia de que una teoría minoritaria o sin fundamento científico pueda equipararse con un consenso científico establecido bajo la apariencia de una falsa neutralidad. Los periodistas pueden presentar evidencias y argumentos fuera de proporción respecto de la evidencia real de cada lado, o pueden omitir información que podría establecer que las afirmaciones de uno de los lados no tienen fundamento. El falso equilibrio ha sido referido como una causa importante de la difusión de desinformación.
El falso equilibrio puede a veces originarse por motivos similares como el sensacionalismo, en el que los productores y los editores podrían sentir que una historia mostrada como si fuese controversial podría ser más exitosa comercialmente que exhibida de forma más objetiva. A diferencia de la mayoría de otros sesgos mediáticos, el falso equilibrio puede surgir de un intento de evitar el sesgo; los productores y los editores pueden confundir el hacer competir puntos de vista objetivamente, por ejemplo en proporción a sus méritos reales de importancia, con tratarles igualitariamente, dándoles el mismo tiempo para exponer sus puntos de vista incluso cuando tal vez se sepa de antemano que estén basados en información falsa.
El falso equilibrio se da en noticias sobre ciencia, por ejemplo con el calentamiento global y el cambio climático natural, la supuesta relación entre el tiomersal y el autismo, o la evolución biológica y el diseño inteligente.

## Cambio climático como ejemplo
Un ejemplo de falso equilibrio es el debate sobre el calentamiento global. Aunque la comunidad científica atribuye casi unánimemente el calentamiento global a los efectos de la Revolución Industrial, hay un número muy pequeño, unas pocas docenas de científicos entre decenas de miles, que cuestionan esta atribución. Dar la misma voz a los científicos de ambos lados hace que parezca que hay un serio desacuerdo dentro de la comunidad científica, cuando de hecho existe un consenso científico aplastante de que existe un calentamiento global antropogénico.